# Eudendrium planum
Eudendrium planum är en nässeldjursart som beskrevs av Bonnevie 1898. Eudendrium planum ingår i släktet Eudendrium och familjen Eudendriidae. Inga underarter finns listade i Catalogue of Life.